# Палалахта
Палала́хта (карел. Palalahti) — деревня в составе Ведлозерского сельского поселения Пряжинского национального района Республики Карелия.

## Общие сведения
Расположена на юго-восточном берегу озера Тулмозеро.

## История
Административный центр Туломозерской волости Олонецкой губернии.

## Памятники истории
В 1 км к северу от деревни находится памятник истории — братская могила красноармейцев, погибших в годы Гражданской войны (1919).

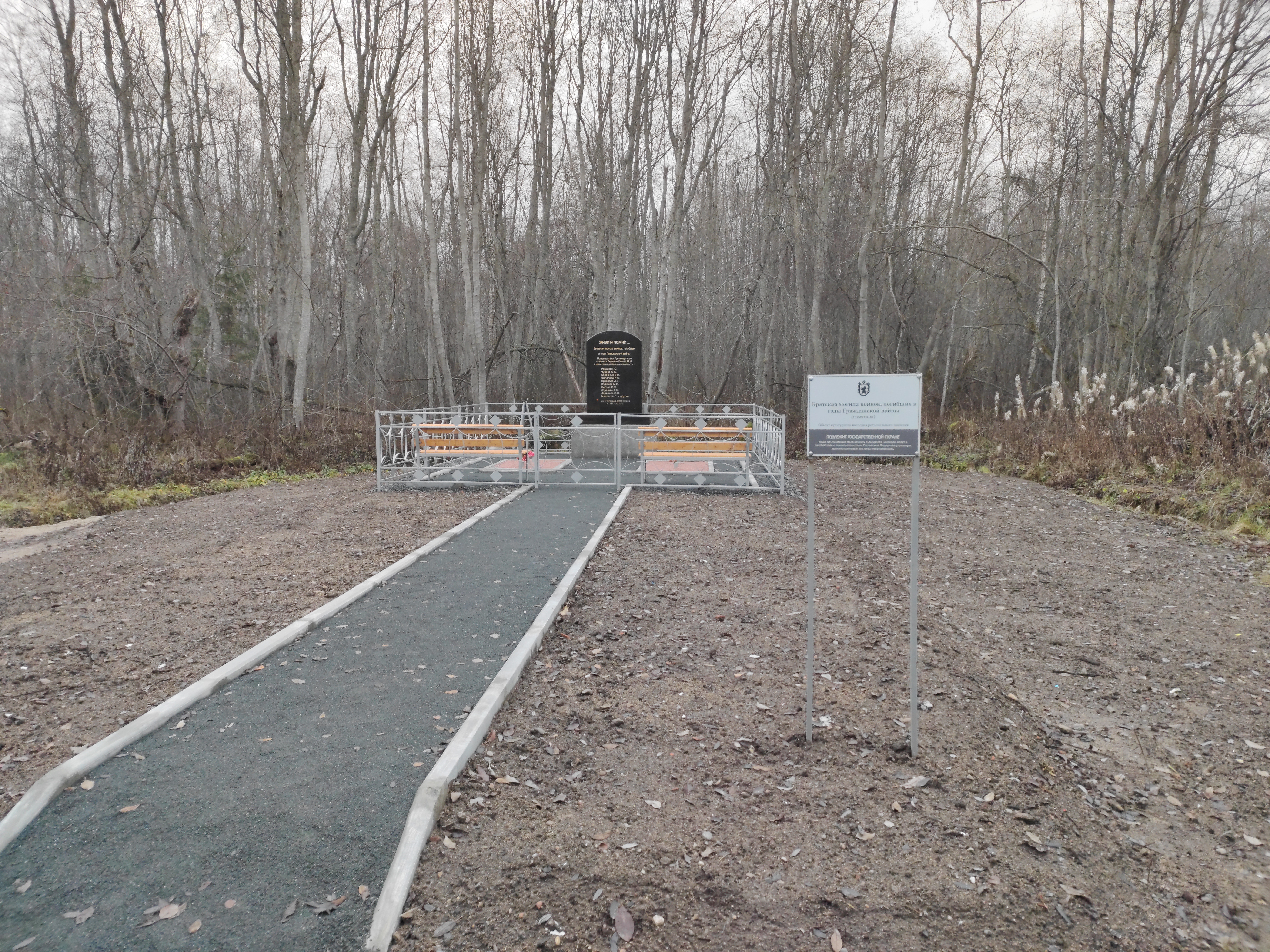
Братская могила (после реконструкции 2021 г.),

## Население
Численность населения в 1905 году составляла 256 человек.
| 2002 | 2010 | 2013 |
| ---- | ---- | ---- |
| 13   | ↘12  | ↘8   |